# Synegia limitatoides
Synegia limitatoides là một loài bướm đêm trong họ Geometridae.